# Parada El Jardín
El Jardín era una estación ferroviaria ubicada en el paraje rural del mismo nombre en el Departamento General López, Provincia de Santa Fe, Argentina.

## Historia
Su construcción finalizó en 1910 a cargo del Ferrocarril Rosario a Puerto Belgrano.